# Carlo Lievore
Carlo Lievore (ur. 10 listopada 1937 w Vicenzy, zm. 9 października 2002 w Turynie) – włoski lekkoatleta specjalizujący się w rzucie oszczepem.
Jedyny w historii włoski rekordzista świata w rzucie oszczepem – podczas mityngu w Mediolanie 1 czerwca 1961 uzyskał wynik 86,74. Dwukrotny olimpijczyk – startował w Rzymie (1960) i Tokio (1964). Trzy razy startował w mistrzostwach Europy (1958, 1962, 1969) jednak nie odniósł tamże większych sukcesów. Mistrz Włoch z 1960, 1961, 1964 i 1969.
Pracował jako policjant w Turynie. Brat Giovanniego.